# Aeroportul Regional Hattiesburg-Laurel
Aeroportul Regional Hattiesburg-Laurel (IATA: PIB, ICAO: KPIB, FAA LID: PIB) este un aeroport din Mississippi, Statele Unite ale Americii ce deservește zona Hattiesburg⁠(d). Aeroportul a fost tranzitat în 2019 de 23.276 de pasageri. A fost numit după zona deservită.
Situat la o altitudine de 91 m, aeroportul dispune de 1 pistă.

## Infrastructură

### Piste
Aeroportul dispune de o singură pistă. Pista 18/36 are suprafața de asfalt și dimensiunile 6.502 picioare × 150 picioare. 